# Prințul Mustafa
Mustafa Muhlisi (în limba turcă otomană: شهزاده مصطفى ; n. 1515 – d. 6 octombrie 1553, Ereğli, Turcia) a fost prinț de Manisa între 1533-1541 și apoi prinț de Amasya. El a fost întâiul născut al lui Soliman I, mama sa fiind Sultana Mahidevran. Prințul Mustafa a fost moștenitor al tronului otoman și un prinț foarte popular printre oamenii din Anatolia.

## Viața
Mustafa a fost născut în 1515 în Manisa, ca fiu a lui Soliman I (1494-1566) și al concubinei sale, Sultana Mahidevran (1500-1581). Mustafa a avut probleme în relația lui cu tatăl său, de foarte devreme în viața lui . El a fost primul născut și , prin urmare, moștenitorul tronului, dar tatăl său, potrivit unor istorici, a fost mai interesat de fratele mai mic al lui Mustafa, Șehzade Mehmed (1521-1543), fiul cel mare al Sultanei Hürrem (1502-1558), cea mai iubită și cunoscută dintre soțiile și concubinele lui Soleiman. Soleiman a creat mai multe oportunități pentru cel mai tânăr, și părea să-l fi pregătit pentru tron. Tratamentul tatălui său, l-a nemulțumit foarte mult pe Mustafa. Apoi, el s-a confruntat cu un al doilea șoc după ce a fost trimis din Manisa la Amasya. Sangeacul Manisa i-a fost dat lui Mehmed. Cu toate acestea, după ce a fost trimis la Amasya, Mustafa a primit o veste printr-un decret scris de către Suleiman. Pentru surpriză plăcută lui Mustafa, este indicat ca Mustafa a fost cel mai potrivit moștenitor la tron; Suleiman nu l-a trimis la Amasya pentru că el nu a vrut ca el să fie moștenitorul lui, ci în scopul ca el să apere coasta de est a Imperiului Otoman și să învețe cum să gestioneze un mare imperiu. Acest edict, de asemenea, a eliberat armata otomană și oamenii, astfel Prințul Mustafa a fost cel mai popular succesor la tron .
În Amasya, a primit vestea morții fratelui său, Mehmed. Se pare că toate barierele între scaunul de domnie și Mustafa au căzut, dar el s-a confruntat cu o altă provocare. Un alt frate al lui Mustafa, printul Selim fost trimis la Konya în sangeac (misiune).
A fost o decizie critică, fiindcă mama lui Selim (1524-1574) a fost, de asemenea, Sultana Hürrem, mama răposatului Mehmed. Sprijinul ei pentru fiul ei, Selim, făcut carieră politică a lui Mustafa dificilă, dar el a condus cu succes Amasya timp de 12 ani. În 1547, în timp ce sultanului Suleiman era în Campania pentru că Imperiul Persan a intrat în conflict cu Imperiul Otoman (1532–1555), Sultana s-a întâlnit cu fiii săi Selim, Baiazid (1525-1561), și chiar cu Mustafa, în diferite locuri și a vorbit cu ei despre situația politică. Ea a suferit mult timp după moartea lui Mehmed, dar cursa între cei doi prinți a fost încă în desfășurare. Selim a fost trimis la Anatolia ca domn al Manisei în 1544.
Viața lui Mustafa a fost acum în pericol, pentru că Sultana Hürrem și marele vizir Rüstem Pașa (cca.1500-1561) au făcut o alianță împotriva sa și în favoarea fiilor lui Hürrem, Baiazid și Selim.

## Conspirația
Conform credinței populare contemporane, Hürrem a pregătit o conspirație pentru a-l răsturna pe Mustafa. Partenerului ei în acest complot a fost Rüstem Pașa.
Rüstem Pașa a trimis unul dintre cei mai de încredere oameni ai lui Soliman să raporteze că, din moment ce Soliman nu mai era în fruntea armatei, soldații au vrut să-l destituie și să pună un prinț mai tânăr pe tron, în timp ce se răspândeau zvonuri că Mustafa s-a dovedit receptiv cu ideea. La început, Soliman nu a crezut aceste știri, dar a devenit furios atunci când le-a auzit de la o sursă de încredere, Rüstem Pașa.

## Execuția
Sora sa vitregă, sultana Mihrimah (1522-1578) i-a trimis lui Suleiman o scrisoare în care scria că Mustafa s-a dat de partea persanilor pentru a-l detrona pe sultan, și Mihrimah a semnat cu sigiliul lui Mustafa pentru a-l convinge pe Suleiman că scrisoarea este scrisă de el, deoarece sultana nu voia ca Mustafa să urce pe tron.
Când Mustafa a aflat vestea că tatăl său voia să îi ia viața, deși se îndoia de acest lucru, în timpul campaniei persane, prințul s-a dus însoțit de o ceată de oșteni la cortul sultanului. Când a intrat acolo, a fost așteptat de o ambuscadă a călăilor, iar după o luptă foarte lungă, din păcate, Mustafa s-a stins, sugrumat de un călău otoman.